# Кућа Радивоја Симоновића
Кућа Радивоја Симоновића налази се у Сомбору, на углу Улица Вељка Петровића и Венца војводе Живојина Мишића, у старом језгу града, Кућа је саграђена у другој половини 19. века и делимично јој је сачуван тадањи изглед.

## Радивој Симоновић
Радивој Симоновић (Лединци, 17. августа 1858. - Сомбор, 21. јула 1950) био је лекар, етнограф, географ, историчар, филолог и социолог, неуморни путник и истраживач, фотограф и утемељивач планинарства у нас, здравствени просветитељ и народни добротвор.
У Сомбор је дошао 1897, у 38. години живота и остао 54 године, све до 1950. године, када је преминуо. Био је најближи пријатељ и лекар Лазе Костића, пријатељ и сарадник Јована Цвијића, коме је, оплемењивао научна, али и издања француских, немачких и мађарских научних лексикона, а као сарадник дао је велики допринос издањима Матици српске и других листова и часописа.
У Сомбору Општа болница и Планинарско друштво су названи именом др Радивоја Симоновића.

## Изглед куће
Кућа у којој је живео др Радивој Симоновић је приземна кућа на углу улица Вељка Петровића и Венца војводе Живојина Мишића.
Кућа  постоји  на плану из 1878. године. Преправкама мењана је архитектура. Изнад некадашње високе капије ајнфорта, с улице Вељка Петровића, на половини висине фасаде дограђен је мезанин (полуспат, међуспрат) са прозором.
Првобитна фасада била је малтерисана и артикулисана тосканским пиластима са једноставним профилисаним капителима у стилу рустичног класицизма.

## Здање данас
У време социјалистичке епохе фасада је модернизована, обложена је силикатном опеком, тако да је уништена изворна архитектура.
Распоред и облик прозора сачуван је.
На фасади код ајнфорт капије постављена је камена спомен плоча, 1996. године, на стогодишњицу рођења са натписом:
```
 „ У овој кући је од 
1896
. до 
1950
. године живео и радио др 
Радивој Симоновић
 
1858
-
1950
, знаменити 
лекар
, 
планинар
 и 
публициста
. 
1996
. КВД.ДЛВ".
```